# Lage tenor
Een lage tenor, ook wel hoge bariton genoemd, is een mannenstem die zich tussen de bariton en tenor bevindt.
Het bereik van de lage tenor is in de borststem meestal gelijklopend met die van de tenor, alhoewel er iets meer moeite moet gedaan worden voor de hogere noten. Door de bouw van de stembanden zal een hoge bariton echter niet in staat zijn zich te ontpoppen als een echte tenor, omdat hij niet de juiste functies kan doorvoeren in resonanties. Zo schakelt hij veel moeizamer om naar de middenstem, en is de kopstem vaak veel zwakker. Dit belet het bereiken van hoge noten op een natuurlijke manier.